# やまじシスターズ
やまじシスターズは、日本の醸造業・小原久吉商店（和歌山県有田郡湯浅町）のマスコットキャラクター群の総称。キャラクターデザインは玖珂つかさ。

## 来歴
小原久吉商店の8代目当主・小原良樹の発案により、2005年に有田産ミカンを使用したゼリー及びオレンジジュースのブランド「とれたてみったん」のイメージキャラクター・みったんが誕生。以後、醤油・タレ担当のやまじちゃん、果物詰め合わせ担当の和歌ちゃん、地サイダー「ゆあさいだぁ」担当の宮ちゃんも登場し、この4名を総称して「やまじシスターズ」と呼ばれるようになった。「やまじ」は「∧」（山）の下に「治」と書く小原久吉商店の屋号のことで、初代当主・山家屋治兵衛（やまがや じへえ）の名を略したものである。なお、4人は「シスターズ」を称しているものの姉妹関係ではない。
学研『メガミマガジンクリエイターズ』Vol.9（2007年10月発売）の「地方キャラ特集」で紹介されたことを契機に知名度が上がり、2009年9月発売の同誌Vol.17よりイラストストーリー「やまじシスターズ　ふんわりびより」の連載が開始されている。
やまじシスターズの関連商品は湯浅町の小原久吉商店・国道店（国道42号沿い）や同社のネット通販で取り扱っている。また、一部の商品については秋葉原のコトブキヤ・ラジオ会館店でも扱っている。

## キャラクター
みったん
みかんゼリー・オレンジジュース担当。ミカンをイメージした髪型とリボンに和装が特徴。「とれたてみったん」と呼ばれることもあるがこれは商品のブランド名であり、玖珂つかさの描いたイラストでは「みったん」ないし「Mittan」と書かれていることから「みったん」が正式名称と見られる。
やまじちゃん
醤油・タレ担当。登場はみったんよりも後であるが、小原久吉商店の本業である醤油を担当しているだけ有って「4人のリーダー格」と位置付けられている。
和歌ちゃん（わかちゃん）
小原久吉商店が販売している果物（和歌山県産ミカン・桃・柿など）詰め合わせ担当。初登場時はブランド名「めいどいん和歌ちゃん」に引っかけてメイド服を着用していたが、後に他のキャラクターと合わせて和装になった。
宮ちゃん（みやちゃん）
小原久吉商店が製造している地サイダー「ゆあさいだぁ」担当。湯浅町内の顕国神社をイメージした神社の巫女さんという設定である。
クマ吉店長（クマきちてんちょう）
湯浅醤油店長のクマ。やまじシスターズを見守っている。また、同名のハンドルネームを名乗る主宰者によりやまじシスターズ関連情報のブログが運営されている。

## コラボレーション
- 声優の高橋美佳子がパーソナリティを務めるインターネットラジオ番組「美佳子@ぱよぱよ」で「みったん繋がり」と称するコラボレーショングッズが発売されている[3]。
- テラネッツ運営のMMORPG「Catch the Sky 〜地球SOS〜」と「舵天照」で、2009年6月26日から7月24日までゲーム内店舗にやまじシスターズが起用されるコラボレーションが実施された[4]。